# Rejon waszkiński
Rejon waszkiński (ros. Вашкинский район) – jednostka administracyjna, jeden z 26 rejonów w obwodzie wołogodzkim wchodzącym w skład Federacji Rosyjskiej. W 2022 liczyła 6230 mieszkańców.